# AEWダイナマイト
AEWダイナマイトは、AEWが制作、TBSで放送しているプロレス中継。

## 概要
2019年に旗揚げしたAEWはウィークリー番組のためにダイナマイトとして商標申請。4月、ジム・ロスは2時間のライブショーをテレビ番組として放送が計画。6月、水曜日に放送されることが判明。英国ではITV4、アメリカではTNTで生中継で放送決定。TNTにおけるプロレス中継としては2001年3月のWCWマンデー・ナイトロ以来となる。日本国内ではFITE TVで毎週木曜朝にライブ配信されている。2022年からはTBSでの放送移転が決定している。
初回放送は10月2日にワシントンD.C.のキャピタル・ワン・アリーナからの生中継で、AEW女子世界王座決定戦など5試合が放送。
2021年3月までは同時間帯にはNXTが放送されていた。
AEWダイナマイトではAEW Rampageも同時収録される。日本時間土曜昼にFITEで配信されている。まれにROH収録も行っている。

## 日本での配信
2022年4月からは、新日本プロレスのネット配信サービス「新日本プロレスワールド」でも配信されるようになり、日本語実況版も配信されるようになった。 日本語実況版では、ワールド実況の村田晴郎とワールド解説の元井美貴とゲスト解説のエル・デスペラードの3人で実況を務めているが、ゲスト解説面ではデスペラード以外の選手もゲスト解説を務めることもある。